# نبرد نورت‌همپتون (۱۴۶۰)
نبرد نورت‌همپتون (انگلیسی: Battle of Northampton) نبردی است که در ۱۰ ژوئیه ۱۴۶۰ و در نزدیکی رودخانه نینه نورت‌همپتون‌شر درگرفت، این نبرد یکی از عمده نبردهای جنگ‌های مشهور به جنگ رزها بود، نیروهای ارتش مخالفان به رهبری اشراف وفادار به شاه هنری ششم از خاندان لنکستر به همراه ملکه مارگارت آنژو و پسر هفت ساله آنها یعنی ادوارد، پرنس ولز در یک سو و نیروهای ادوارد، ارل مارچ و واریک شاه‌ساز در سوی دیگر قرار داشتند، این نبرد با پیروزی یورک‌ها به پایان رسید.